# Écs megállóhely
Écs megállóhely egy megszűnt vasúti megállóhely, melyet a MÁV üzemeltetett a Győr-Moson-Sopron vármegyei Écs település határában. A településközponttól jó egy kilométerre keletre helyezkedik el, a 82 122-es út vasúti keresztezése mellett.

## Vasútvonalak
A megállóhelyet az alábbi vasútvonalak érintették:
- Győr–Veszprém-vasútvonal

## Kapcsolódó állomások
A megállóhelyhez az alábbi állomások vannak a legközelebb:
- Nyúl megállóhely (Győr vasútállomás, Győr–Veszprém-vasútvonal)
- Pannonhalma vasútállomás (Veszprém vasútállomás, Győr–Veszprém-vasútvonal)